# Borolia metasarca
Borolia metasarca är en fjärilsart som beskrevs av George Francis Hampson 1907. Borolia metasarca ingår i släktet Borolia och familjen nattflyn. Inga underarter finns listade i Catalogue of Life.